# Some Kind of Hero
Some Kind of Hero (BRA: Apuros e Trapalhadas de um Herói) é um filme estadunidense de 1982, do gênero comédia dramática, dirigido por Michael Pressman, com roteiro de James Kirkwood e Robert Boris baseado no romance Some Kind of Hero, de James Kirkwood.

## Sinopse
Pryor é um veterano da Guerra do Vietnã que retorna para os Estados Unidos mas, com problemas para se adaptar à vida civil, acaba se envolvendo com o crime organizado. 